# Eburniogaster termitocola
Eburniogaster termitocola är en skalbaggsart som beskrevs av Charles Hamilton Seevers 1938. Eburniogaster termitocola ingår i släktet Eburniogaster och familjen kortvingar. Inga underarter finns listade i Catalogue of Life.